# Raymond Boutinaud
Raymond Boutinaud (* 22. November 1948) ist ein französischer Unternehmer und ehemaliger Autorennfahrer.

## Unternehmer
Raymond Boutinaud betreibt in Villeneuve-Saint-Georges im Département Val-de-Marne ein Unternehmen, das Porsche-Rennwagen für den Rennbetrieb vorbereitet und restauriert. Angeschlossen sind ein großer Teilevertrieb und eine Rennfahrerschule.

## Karriere als Rennfahrer
Raymond Boutinaud startete zweimal, 1983 und 1984, mit einem Porsche 928 S beim 24-Stunden-Rennen von Le Mans. Er baute den Rennwagen in seiner Werkstatt selbst auf und fuhr das Rennen 1983 gemeinsam mit Patrick Gonin und Alain Le Page. Nach vielen technischen Problemen wurde das Team mangels zurückgelegter Distanz nicht klassiert. Im Jahr darauf versuchte es Boutinaud mit einem verbesserten Fahrzeug erneut. Diesmal erreichte er nach 24 Stunden das Ziel und klassierte sich mit den Teamkollegen Philippe Renault und Giles Guinand an der 22. Stelle der Gesamtwertung. 1984 beteiligte er sich mit dem Porsche auch an einigen Rennen der Sportwagen-Weltmeisterschaft, erreichte jedoch bei keinem Einsatz die Zielflagge.

## Statistik

### Le-Mans-Ergebnisse
| Jahr | Team                 | Fahrzeug     | Teamkollege      | Teamkollege   | Platzierung     | Ausfallgrund     |
| ---- | -------------------- | ------------ | ---------------- | ------------- | --------------- | ---------------- |
| 1983 | Raymond Boutinaud    | Porsche 928S | Patrick Gonin    | Alain Le Page | nicht klassiert |                  |
| 1984 | Raymond Boutinaud    | Porsche 928S | Philippe Renault | Giles Guinand | Rang 22         |                  |
| 1987 | John Bartlett Racing | Bardon DB2   | Tim Lee-Davey    | Robin Donovan | Ausfall         | Kraftübertragung |

### Einzelergebnisse in der Sportwagen-Weltmeisterschaft
| Saison | Team              | Rennwagen   | 1   | 2   | 3   | 4   | 5   | 6   | 7   | 8   | 9   | 10  | 11  |
| ------ | ----------------- | ----------- | --- | --- | --- | --- | --- | --- | --- | --- | --- | --- | --- |
| 1983   | Raymond Boutinaud | Porsche 928 | MON | SIL | NÜR | LEM | SPA | FUJ | KYA |     |     |     |     |
| 1983   | Raymond Boutinaud | Porsche 928 | DNF |     |     |     |     |     |     |     |     |     |     |
| 1984   | Raymond Boutinaud | Porsche 928 | MON | SIL | LEM | NÜR | BRH | MOS | SPA | IMO | FUJ | KYA | SAN |
| 1984   | Raymond Boutinaud | Porsche 928 |     | DNF | 22  |     | DNF |     |     |     |     |     |     |
| 1987   | Bartlett Racing   | Bardon DB2  | JAR | JER | MON | SIL | LEM | NÜN | BRH | NÜR | SPA | FUJ |     |
| 1987   | Bartlett Racing   | Bardon DB2  |     | DNF |     |     |     |     |     |     |     |     |     |